# Нюкі
Нюкі (рос. Нюки) — село Кабанського району, Бурятії Росії. Входить до складу Сільського поселення Кабанське.
Населення — 249 осіб (2015 рік).